# Giovanni Spinola
Giovanni Spinola (Gravedona ed Uniti, 31 de julio de 1935-Gravedona ed Uniti, 19 de octubre de 2020) fue un deportista italiano que compitió en remo como timonel.
Participó en los Juegos Olímpicos de Tokio 1964, obteniendo una medalla de plata en la prueba de cuatro con timonel. Ganó una medalla de bronce en el Campeonato Europeo de Remo de 1964.

## Palmarés internacional
| Juegos Olímpicos   | Juegos Olímpicos         | Juegos Olímpicos  | Juegos Olímpicos   |
| Año                | Lugar                    | Medalla           | Prueba             |
| ------------------ | ------------------------ | ----------------- | ------------------ |
| 1964               | Tokio (Japón)            | Medalla de plata  | Cuatro con timonel |
| Campeonato Europeo |                          |                   |                    |
| Año                | Lugar                    | Medalla           | Prueba             |
| 1964               | Ámsterdam (Países Bajos) | Medalla de bronce | Cuatro con timonel |